# Indijski nacionalni kongres
Indijski nacionalni kongres, isto tako poznat kao Kongresna stranka (engleski Indian National Congress, INC) je najveća i najjača politička stranka u Indiji.
Osnovana je godine 1885. da bi u XX. stoljeću bila predvodnik u borbi Indije za nezavisnost od Britanskog Carstva. Nakon što je Indija godine 1947. dobila nezavisnost, INC je postao vladajuća stranka nove države i ostao na vlasti sve do godine 1977. kada ju je smijenila opozicijska Janata stranka. U tom periodu INC je uglavnom bio lijevo orijentiran i provodio socijalističke reforme te nastojao uvesti sekularizam.
INC se na vlast vratio godine 1980. da bi ga Janata ponovno smijenila s vlasti godine 1989. INC se, koristeći karizmu Sonie Gandhi, vratio na vlast iznenađujućom pobjedom na izborima godine 2004. te trenutno vlada uz pomoć drugih lijevo orijentiranih stranaka.
INC je tokom svoje dugogodišnje vladavine često bio optuživan za institucionalnu korupciju, zbog čega ga često uspoređuju s meksičkom strankom PRI.